# Грехово (Кировская область)
Грехово — деревня в Советском районе Кировской области, административный центр Греховского сельского поселения. 

## География
Находится недалеко от правого берега Вятки на расстоянии примерно 2 километров по прямой на восток от районного центра города Советск.

## История
Известна в 1873 году как деревня Греховская (Грехово Большое), где было дворов 55 и жителей 391, в 1905 70 и 494, в 1926 82 и 405, в 1950 34 и 136 соответственно, в 1989 проживало 993 жителя 

## Население
Постоянное население составляло 928 человека (русские 97%) в 2002 году, 951 в 2010.